# Al-Mu'ayyad Muhammad
Al-Mu'ayyad Muhammad ben al-Qasim (en arabe : المؤيد محمد بن القاسم), né en 1582 et mort le 29 septembre 1644 à Shaharah, est un chef religieux et politique du Yémen, imam de la communauté des zaïdites. Il succède en 1620 à son père, l'imam Al-Mansur al-Qasim, fondateur de la lignée des Qasimides ; il continue la guerre que celui-ci avait entreprise en 1597 contre l'Empire ottoman. Il prend Sanaa en 1629 et chasse les Ottomans de leur province du Yémen en 1635. Son règne correspond à une époque de prospérité pour le Yémen, enrichi par la culture du café. Son frère Al-Mutawakkil Isma'il (en) lui succède.

## Contexte
Au XVIe siècle, l'Empire ottoman, qui a conquis le sultanat mamelouk d'Égypte en 1517, entreprend de s'approprier l'ancienne zone d'influence mamelouke autour de la mer Rouge et mène une série d'expéditions navales contre les Portugais. Dans le même temps, il s'efforce de conquérir les hautes terres du Yémen pour y imposer la prédominance de l'islam sunnite aux dépens du zaïdisme, version locale du chiisme. Le relief montagneux et la résistance des tribus yéménites rendent cette conquête particulièrement difficile.
En 1597, Al-Qasim ben Muhammad, un lettré zaïdite de lignée alide, se proclame imam sous le nom d'Al-Mansur al-Qasim (« le Vainqueur ») et prend la tête d'une révolte contre les Ottomans. Il obtient le ralliement de plusieurs tribus et des imams concurrents de Thula puis de Hajjah mais les Ottomans restent maîtres de Sanaa, de Saada et de la Tihama (côte ouest). Plusieurs contre-attaques des Ottomans n'aboutissent pas et, en 1619, Al-Mansur al-Qasim signe avec eux une trêve de 10 ans ; il meurt en février 1620. 

## Guerre contre les Ottomans

Archers ottomans, gravure d'Alain Manesson Mallet, Travaux de Mars, 1696.

Al-Mu'ayyad Muhammad succède à son père sans difficulté. En 1623, il doit intervenir dans un conflit entre deux tribus arabes de Saada : l'une d'elles refusant l'arbitrage proposé, il envoie son frère al-Hasan pour mettre fin aux troubles.
Il maintient la trêve jusqu'en 1626 quand le meurtre d'un cadi zaïdite par des agents du gouverneur entraîne une reprise des hostilités. Le nouvel imam obtient la soumission de Kawkaban, Hajjah, Bani Matar (en), Anis, Raïma et Jabal Bura (en). Les émirs de Sabya et Abou Arish, puis d'Abyan font leur ralliement ; Sanaa est assiégée et la garnison ottomane accepte de quitter la ville en 1629. Le commandement ottoman, déchiré par des rivalités internes, n'arrive plus à se faire obéir malgré des exécutions et prises d'otages ; il est incapable de payer ses soldats qui rançonnent les habitants quand ils ne font pas défection pour passer dans le camp zaïdite. 

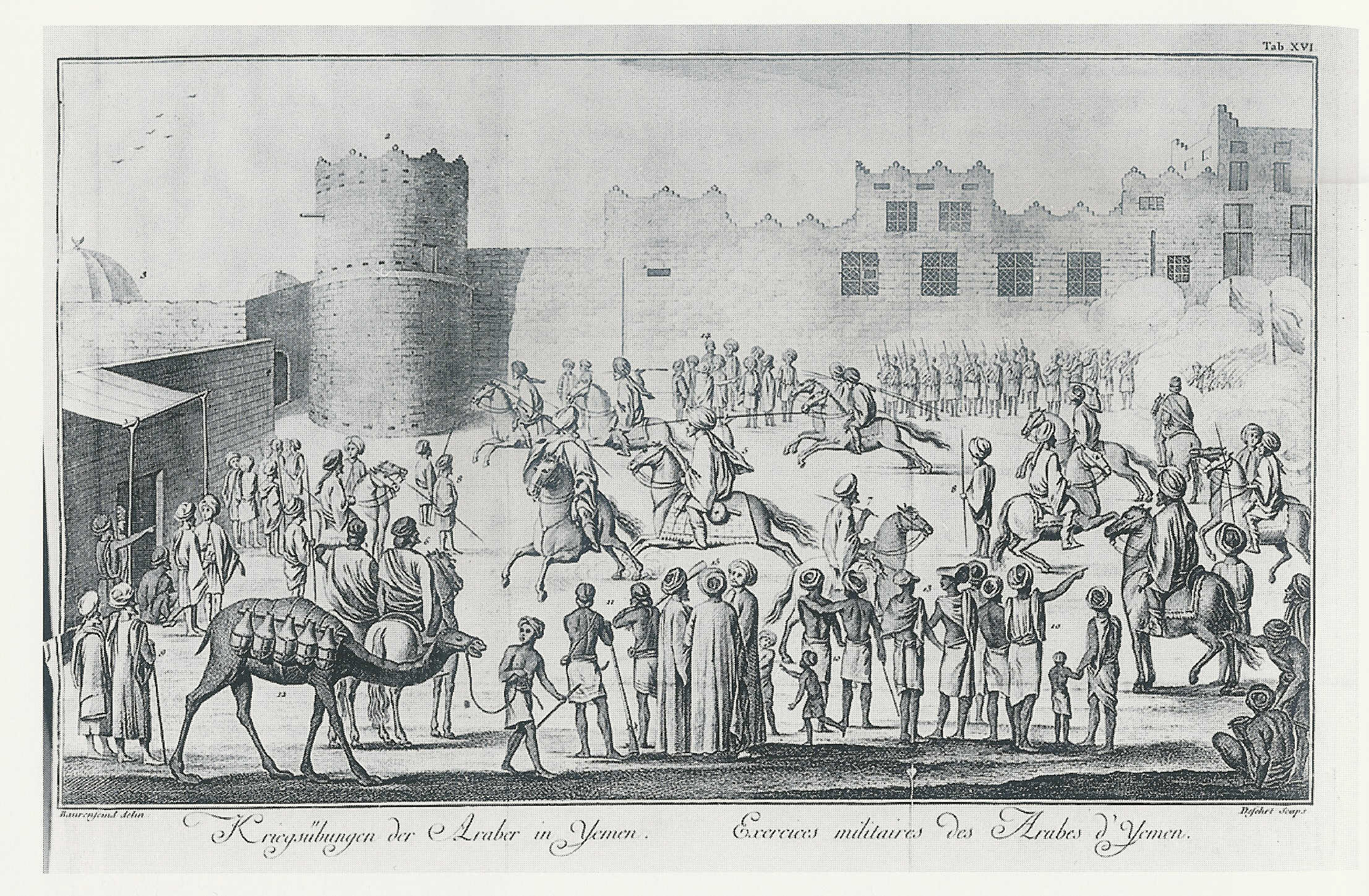
Exercices militaires des Arabes du Yémen, gravure de Carsten Niebuhr, Copenhague, v. 1774-1778.

En 1630, Ali Pacha, gouverneur ottoman de Lahsa sur le golfe Persique, adresse une lettre à Al-Mu'ayyad Muhammad : tout en affichant le plus grand respect pour la maison du Prophète à laquelle les imams zaïdites se rattachent, il insiste sur le fait que le sultan ottoman, défenseur de l'islam, ne se laissera pas déposséder du Yémen et que son grand vizir vient de remporter une victoire décisive sur les Perses. Dans sa réponse à Ali Pacha, l'imam se livre à une sévère critique des forces d'occupation ottomanes qui se livrent au pillage, à l'impiété et à l'alcool, manquent de respect à l'imam, descendant du Prophète, et refusent de l'aider à rétablir la justice : de sorte que l'imam est obligé de proclamer le djihad contre celles-ci. Sans contester ouvertement l'autorité du sultan ottoman, l'imam ne manque pas de rappeler que pour lui, le seul pouvoir légitime en islam est celui des descendants du Prophète. 
En février 1630, les Ottomans tentent une contre-attaque sur Ta'izz qui échoue ; en août, ils signent une nouvelle trêve avec Al-Mu'ayyad Muhammad qui est rompue en 1634. Al-Hasan, frère d'Al-Mu'ayyad Muhammad, conduit les dernières opérations en Tihama. Les deux dernières places ottomanes, Zabid et Mokha, sont évacuées en 1635.

## Règne
Al-Mu'ayyad Muhammad laisse 13 écrits de sa main, essentiellement des textes de jurisprudence inspirés du dogme zaïdite. Il évite d'appliquer certaines dispositions de la charia pour ne pas heurter ses partisans parmi les tribus arabes, notamment sur la question de l'héritage des filles ; il perçoit la zakât en son nom mais évite d'imposer des taxes supplémentaires. La conquête des régions côtières permet d'accumuler un riche butin : l'imam en distribue un cinquième aux tribus qui l'ont soutenu selon les règles coraniques de partage des dépouilles.
En 1637-1638, Al-Mu'ayyad Muhammad tente d'interdire la consommation du tabac et fait brûler des stocks de cette marchandise à Kawkaban. Cette interdiction n'est que peu respectée.

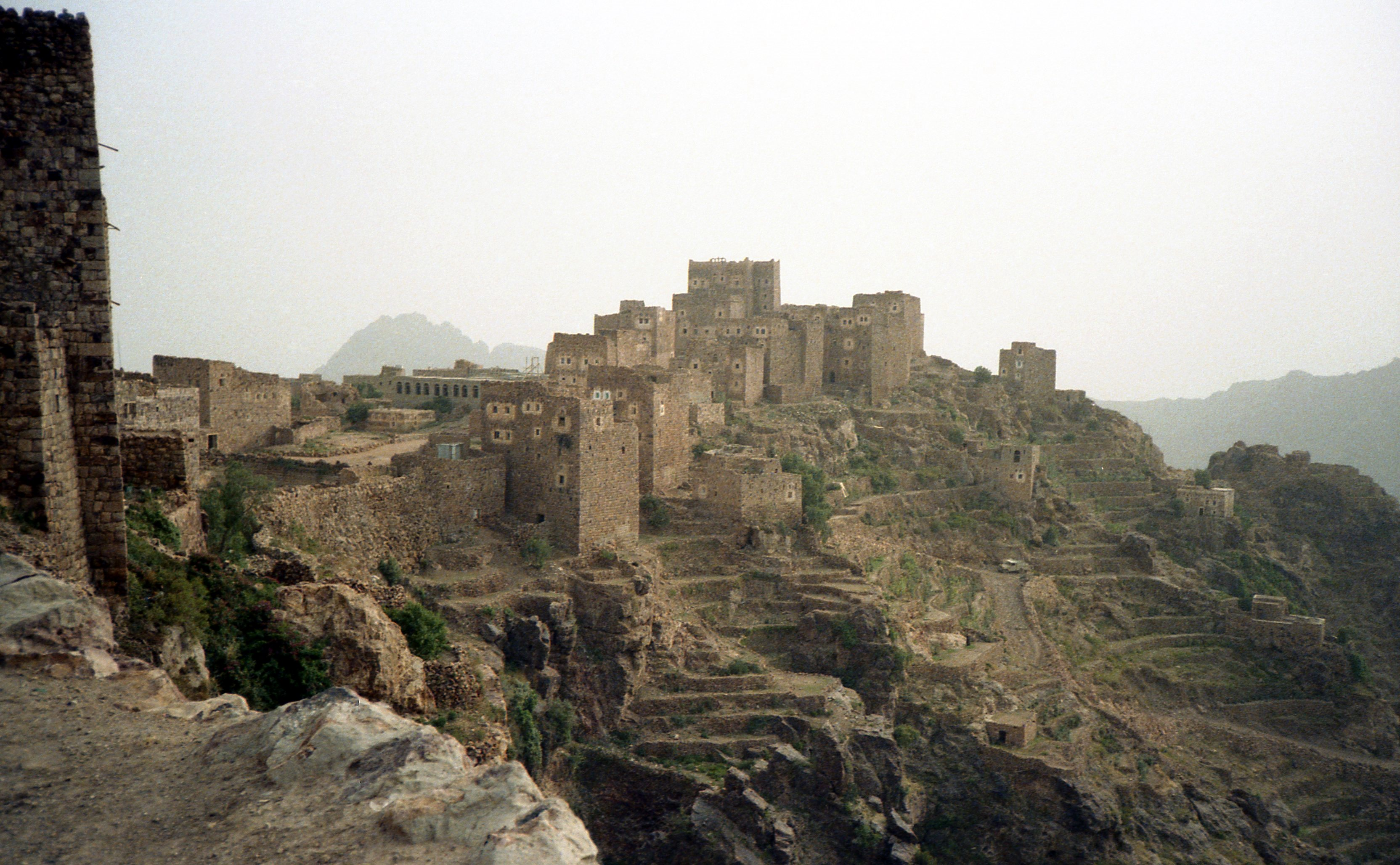
La ville de Shaharah en 1986.

Al-Hasan, qui avait conduit les armées de son frère contre les Ottomans, nomme deux de ses esclaves gouverneurs des ports de Mokha et Al Luhayya (en) ; il meurt de maladie en février 1639. L'imam confie le gouvernement de ses provinces à son autre frère, al-Husayn ben al-Qasim, au détriment des fils d'al-Hasan, Ahmad et Muhammad. Ahmad ben al-Hasan se révolte contre le pouvoir de l'imam. Après un court conflit, il obtient son pardon et se retire à Sanaa.
Al-Mu'ayyad Muhammad meurt le 29 septembre 1644 (27 rajab 1054) à Shaharah, sa capitale. Sa succession est disputée entre ses frères Ahmad et Isma'il. Ahmad ben al-Qasim, qui avait été le premier à se proclamer imam, est battu et doit laisser le pouvoir à Isma'il qui hérite d'un Yémen unifié sous le nom d'Al-Mutawakkil Isma'il (en). Les règnes d'Al-Mu'ayyad Muhammad et Al-Mutawakkil Isma'il marquent l'apogée de l'imamat des Qasimides qui s'affaiblira vers la fin du siècle.

### Sources et bibliographie
- François Blukacz, « Le Yémen sous l'autorité des imams zaidites au XVIIe siècle : une éphémère unité ». In: Revue du monde musulman et de la Méditerranée, n°67, 1993. Yémen, passé et présent de l'unité, sous la direction de Michel Tuchscherer . pp. 39-51
- Al-Ḥasan ibn Aḥmad Ḥaymī, A Yemenite Embassy to Ethiopia, 1647-1649, trad. et prés. E. J. van Donzel, éd. F. Steiner, Stuttgart, 1986
- Tomislav Klaric, « Chronologie du Yémen (1045-1131/1635-1719) », Arabian Humanities 9 | 2001,
- Horst Kopp et Eugen Wirth, Sanaa: Développement et organisation de l’espace d’une ville arabe, Université d'Aix-en-Provence, Les Cahiers de l'IREMAM, 1994,  (ISBN 9782821825888)
- André Raymond, « Le café du Yémen et l'Égypte (XVIIe - XVIIIe siècles) », Arabian Humanities, 3 | 1995
- Michel Tuchscherer, « Chronologie du Yémen (1506-1635) », Chroniques yéménites, 8 | 2000,
- * Yosef Yuval Tobi, Juifs et musulmans au Yémen: De l'avènement de l'islam à nos jours, coll. Histoire partagée, Tallandier, 2019